# Pływanie na Letnich Igrzyskach Olimpijskich Młodzieży 2010 – 100 metrów stylem grzbietowym dziewcząt
Zawody dziewcząt na dystansie 100 metrów stylem grzbietowym w pływaniu na Letnich Igrzyskach Olimpijskich Młodzieży 2010 odbyły się 16 sierpnia (eliminacje i półfinały 15 sierpnia) w Singapore Sports School w Singapurze.

## Wyniki - finał
| Rk | Tor | Zawodnik           | Kraj       | Czas    | Uwagi |
| -- | --- | ------------------ | ---------- | ------- | ----- |
|    | 4   | Daryna Zewina      | Ukraina    | 1:01,51 |       |
|    | 5   | Bai Anqi           | Chiny      | 1:01,97 |       |
|    | 3   | Aleksandra Papusza | Rosja      | 1:02,15 |       |
| 4  | 2   | Klaudia Naziębło   | Polska     | 1:03,07 |       |
| 5  | 6   | Lovisa Eriksson    | Szwecja    | 1:03,40 |       |
| 6  | 7   | Ida Lindborg       | Szwecja    | 1:03,60 |       |
| 7  | 8   | Marie Jugnet       | Francja    | 1:03,65 |       |
| 8  | 1   | Yulduz Kuchkarova  | Uzbekistan | 1:04,46 |       |